# الدوري الكويتي 1999–2000
أقيمت بطولة الدوري الكويتي الثامنة والثلاثين في موسم 1999/2000، وقد أقيمت البطولة بنظام الذهاب والإياب، وقد توج نادي السالمية بطلا لتلك البطولة، وهي المرة الرابعة التي يتوج فيها بالدوري الكويتي.

## ترتيب الفرق
- 1- نادي السالمية 23 نقطة
- 2- نادي القادسية الكويتي 20 نقطة
- 3- نادي الكويت 15 نقطة
- 4- نادي كاظمة 12 نقطة
- 5- نادي الجهراء 10 نقاط
- 6- نادي التضامن الكويتي 6 نقاط

## هداف البطولة
- بشار عبد الله (السالمية) 9 أهداف.

## أرقام من البطولة
- أكثر الفرق تحقيقا للفوز هو نادي السالمية بسبعة انتصارات.
- أقل الفرق تحقيقا للفوز هو نادي التضامن الكويتي بفوزين.
- أكثر الفرق تحقيقا للتعادل هو نادي الكويت بثلاثة تعادلات.
- أقل الفرق تحقيقا للتعادل هما نادي كاظمة ونادي التضامن الكويتي حيث لم يتعادلا.
- أقل الفرق تعرضا للخسارة هو نادي السالمية بهزيمة واحدة.
- أكثر الفرق تعرضا للخسارة هو نادي التضامن الكويتي بثمان هزائم.
- أكثر الفرق تسجيلا للأهداف هو نادي السالمية برصيد 24 هدف.
- أقل الفرق تسجيلا للأهداف هو نادي التضامن الكويتي برصيد 12 هدف.
- أقل الفرق استقبالا للأهداف هو نادي القادسية الكويتي برصيد 9 أهداف.
- أكثر الفرق استقبالا للأهداف هو نادي التضامن الكويتي برصيد 29 هدف.